# Alexis Alvariño
Alexis Iván Alvariño (1 de febrero de 2001; Laferrere, Provincia de Buenos Aires) es un futbolista argentino. Juega de defensor y su equipo actual es el Amazonas Futebol Clube de la Serie B de Brasil. 

## Trayectoria

### Guarani
El 3 de agosto de 2022, Alexis Iván llegaba al club Guarani en un préstamo de un año y medio. 

### Amazonas F.C
El primero de enero de 2024, es transferido al Amazonas FC de la segunda jerarquía del fútbol brasileño. 
Jugó 35 partidos y marcó 2 goles.

### Remo
A inicios de 2025, Alvariño rescindió contrato con Club Atlético Boca Juniors y fichó por el Clube do Remo.